# Sondernach
Sondernach je francouzská obec v departementu Haut-Rhin v regionu Grand Est. V roce 2014 zde žilo 641 obyvatel.

## Poloha obce
Sousední obce jsou: Breitenbach-Haut-Rhin, Linthal, Luttenbach-près-Munster, Metzeral, Mittlach a Muhlbach-sur-Munster.

## Vývoj počtu obyvatel
Počet obyvatel